# Craig Falkman
Craig Dean Falkman, né le 1er août 1943 à Saint Paul, est un joueur américain de hockey sur glace.

## Carrière
Craig Falkman est étudiant de l'université du Minnesota. Avec les Golden Gophers du Minnesota, il est élu MVP de l'équipe en 1964.
Il joue ensuite pour les Mustangs de Rochester, équipe de l'United States Hockey League, de 1965 à 1967.
En tant que joueur amateur, Falkman fait partie de l'équipe des États-Unis aux Jeux olympiques d'hiver de 1968 à Grenoble, qui termine sixième. Lors du quatrième match contre la Suède, Craig Falkman se casse la cheville droite. Il ne marque pas de point. Il participe également aux championnats du monde en 1967 et 1971.
Invité par Leonard Lilyholm, il joue avec lui pendant la saison 1968-1969 avec l'EC Kitzbühel en Autriche, où il finit troisième meilleur buteur de la saison.
Il finit sa carrière comme joueur professionnel pendant la saison 1972-1973 des Fighting Saints du Minnesota en Association mondiale de hockey ; il joue 45 matchs, marquant un but et six points.
Ensuite il devient d'abord commercial avant de s'installer comme psychologue à Gillette (Wyoming).

## Prix
| Award                  | Year      |
| ---------------------- | --------- |
| All-WCHA Second Team   | 1963-1964 |
| AHCA West All-American | 1963-1964 |